# László Berti
László Berti (en hongarès: Berti László) (Budapest, Imperi Austrohongarès, 24 de juny de 1875 - Budapest, 23 de juny de 1952) va ser un tirador hongarès que va competir durant el primer quart del segle xx.
El 1912 va prendre part en els Jocs Olímpics d'Estocolm, on disputà tres proves del programa d'esgrima. Guanyà la medalla d'or en la prova de sabre per equips, mentre en les proves individuals de floret i sabre fou quart i quedà eliminat en sèries respectivament.
Dotze anys més tard, el 1924, als Jocs de París, disputà dues proves del programa d'esgrima. Guanyà la medalla de plata en la prova de sabre per equips i la de bronze en sabre individual.